# Rugby à XV en Arménie
Le rugby à XV en Arménie est un sport relativement nouveau qui se développe depuis le début des années 2000 et gagne petit à petit en popularité. L'équipe d'Arménie n'a jamais participé à la phase finale de Coupe du monde de rugby. Elle est considérée comme une équipe de troisième ordre, selon le classement actuel établi par l'IRB. 

## Historique
Le rugby à XV en Arménie n'est pas populaire ni historiquement implanté. Un pays voisin en Caucasie, la Géorgie, possède une plus grande culture rugbystique. L'Union soviétique puis la Russie ont développé le rugby de manière confidentielle mais durable.
Par contre la diaspora arménienne assez importante en France a abouti à former des joueurs d'origine arménienne évoluant à un bon niveau en France. Ces joueurs ont tâché de structurer la mise en place d'une équipe nationale,.

## Fédération arménienne de rugby à XV

Logo de la Fédération arménienne de rugby à XV

## Équipe nationale
L'équipe d'Arménie de rugby à XV rassemble les meilleurs joueurs d'Arménie. Elle a commencé très récemment à évoluer dans le Championnat européen des nations. Cette équipe est étonnamment forte grâce à l'appui de la diaspora arménienne en France. Aussi l'équipe bénéficie-t-elle de joueurs, de sélectionneurs, d'entraîneurs de grande expérience, qui ont une culture rugby.
L'équipe est restée invaincue depuis qu'elle a commencé cette compétition européenne en 2004 jusqu'au 30 septembre 2006 et un match perdu 29-16 à Vienne en France contre l'équipe de Suisse en Division 3A du Championnat européen des nations. Elle a depuis pris sa revanche en s'imposant 28-15 le 6 octobre 2007 à Nyon. Elle finit deuxième de la division A, derrière la Suède, au championnat européen des nations 2006-2008.